# Amplinus triramus
Amplinus triramus är en mångfotingart som beskrevs av Pocock 1909. Amplinus triramus ingår i släktet Amplinus och familjen Aphelidesmidae. Inga underarter finns listade i Catalogue of Life.